# ロウ・バジェット
ロウ・バジェット(Low Budget)は、1979年7月にリリースされたキンクスのアリスタでの3枚目のアルバム。前作『ミスフィッツ』が予想以上に売れなかった為に短期間のレコーディングと低額予算を強要され制作されたアルバム。同時期にヴァン・ヘイレンの「ユー・リアリー・ガット・ミー」が大ヒットした為、皮肉にもアメリカでこのアルバムはゴールド・ディスクを獲得してしまった。『ミスフィッツ』からのシングル「ロックン・ロール・ファンタジー」がアメリカでトップ30入りをしてアルバムのヒットや本作からのシングル「スーパーマン」のヒットも期待されたが結果が伴わなかった。本作からのシングルは「スーパーマン」がトップ40入りした以外「ガソリン・ブルース」「ムーヴィング・ピクチャー」「プレッシャー」「救いの手」がシングル・カットされたが全くと言って良い程に売れていない。「スーパーマン」に関しては12インチが初めて発売された為、そちらの方が売れてしまった。イギリスではチャート入りしなかったがアメリカでは約15年振りのトップ20入り(ビルボード11位/ROW10位)を果たしキャリアでの絶頂期の始まりのアルバムである。

## 曲目
全曲レイ・デイヴィス作詞作曲。
1. アティテュード - Attitude 3:47
2. 救いの手 - Catch Me Now I'm Falling 5:58
3. プレッシャー - Pressure 2:27
4. ナショナル・ヘルス - National Health 4:02
5. スーパーマン - (Wish I Could Fly Like) Superman 5:59
6. ロウ・バジェット - Low Budget 3:50
7. 僕の宇宙 - In a Space 3:44
8. ひとかけらの情熱 - Little Bit of Emotion 4:51
9. ガソリン・ブルース - A Gallon of Gas 3:47
10. ミザリー - Misery 2:57
11. ムービング・ピクチャーズ - Moving Pictures 3:47

ボーナス・トラック
1. ガソリン・ブルース(USシングル・エクステンデッド・エディット) - A Gallon of Gas (US Single Extended Edit) 3:52
2. 救いの手(オリジナル・エクステンデッド・エディット) - Catch Me Now I'm Falling (Original Extended Edit) 6:49
3. スーパーマン(ディスコ・ミックス・エクステンデッド・エディット) - (Wish I Could Fly Like) Superman (Disco Mix Extended Edit) 6:01